# Narciarstwo alpejskie na Zimowych Igrzyskach Olimpijskich 2014 – supergigant kobiet
Supergigant kobiet – trzecia z kolei konkurencja rozgrywana w ramach narciarstwa alpejskiego na Zimowych Igrzyskach Olimpijskich w Soczi. Zawodniczki rywalizować będą 15 lutego na trasie Olympic SuperG Ladies w ośrodku narciarskim Roza Chutor, umiejscowionym w Krasnej Polanie.

## Terminarz
| Data      | Konkurencja | Godzina rozpoczęcia | Godzina rozpoczęcia |
| Data      | Konkurencja | Czas CET            | Czas lokalny        |
| --------- | ----------- | ------------------- | ------------------- |
| 15 lutego | Finał       | 8:00                | 11:00               |

## Tło
| Data                                                                            | Miejscowość                                                                     | Zwycięzca                                                                       | Drugi                                                                           | Trzeci                                                                          | Źródło                                                                          |
| Wyniki zjazdu podczas zawodów Pucharu Świata w narciarstwie alpejskim 2013/2014 | Wyniki zjazdu podczas zawodów Pucharu Świata w narciarstwie alpejskim 2013/2014 | Wyniki zjazdu podczas zawodów Pucharu Świata w narciarstwie alpejskim 2013/2014 | Wyniki zjazdu podczas zawodów Pucharu Świata w narciarstwie alpejskim 2013/2014 | Wyniki zjazdu podczas zawodów Pucharu Świata w narciarstwie alpejskim 2013/2014 | Wyniki zjazdu podczas zawodów Pucharu Świata w narciarstwie alpejskim 2013/2014 |
| ------------------------------------------------------------------------------- | ------------------------------------------------------------------------------- | ------------------------------------------------------------------------------- | ------------------------------------------------------------------------------- | ------------------------------------------------------------------------------- | ------------------------------------------------------------------------------- |
| 30 listopada                                                                    | Beaver Creek                                                                    | Lara Gut                                                                        | Anna Fenninger                                                                  | Nicole Hosp                                                                     | [ 1 ]                                                                           |
| 8 grudnia                                                                       | Lake Louise                                                                     | Lara Gut                                                                        | Anna Fenninger                                                                  | Tina Weirather                                                                  | [ 2 ]                                                                           |
| 14 grudnia                                                                      | Sankt Moritz                                                                    | Tina Weirather                                                                  | Kajsa Kling                                                                     | Anna Fenninger                                                                  | [ 3 ]                                                                           |
| 23 stycznia                                                                     | Cortina d’Ampezzo                                                               | Elisabeth Görgl                                                                 | Maria Höfl-Riesch                                                               | Nicole Hosp                                                                     | [ 4 ]                                                                           |
| 26 stycznia                                                                     | Cortina d’Ampezzo                                                               | Lara Gut                                                                        | Tina Weirather                                                                  | Maria Höfl-Riesch                                                               | [ 5 ]                                                                           |
| Wyniki supergiganta na Zimowych Igrzyskach Olimpijskich 2010                    |                                                                                 |                                                                                 |                                                                                 |                                                                                 |                                                                                 |
| 20 lutego                                                                       | Vancouver                                                                       | Andrea Fischbacher                                                              | Tina Maze                                                                       | Lindsey Vonn                                                                    | [ 6 ]                                                                           |
| Wyniki supergiganta na mistrzostwach świata 2011                                |                                                                                 |                                                                                 |                                                                                 |                                                                                 |                                                                                 |
| 8 lutego                                                                        | Garmisch-Partenkirchen                                                          | Elisabeth Görgl                                                                 | Julia Mancuso                                                                   | Maria Höfl-Riesch                                                               | [ 7 ]                                                                           |
| Wyniki supergiganta na mistrzostwach świata 2013                                |                                                                                 |                                                                                 |                                                                                 |                                                                                 |                                                                                 |
| 5 lutego                                                                        | Schladming                                                                      | Tina Maze                                                                       | Lara Gut                                                                        | Julia Mancuso                                                                   | [ 8 ]                                                                           |

## Wyniki
| Miejsce | Nr | Zawodniczka                 | Reprezentacja     | Czas    | Strata |
| ------- | -- | --------------------------- | ----------------- | ------- | ------ |
| 01 !    | 18 | Anna Fenninger              | Austria           | 1:25,52 | -      |
| 02 !    | 22 | Maria Höfl-Riesch           | Niemcy            | 1:26,07 | +0,55  |
| 03 !    | 16 | Nicole Hosp                 | Austria           | 1:26,18 | +0,66  |
| 4.      | 20 | Lara Gut                    | Szwajcaria        | 1:26,25 | +0,73  |
| 5.      | 19 | Tina Maze                   | Słowenia          | 1:26,28 | +0,76  |
| 6       | 30 | Fränzi Aufdenblatten        | Szwajcaria        | 1:26,79 | +1,27  |
| 7.      | 9  | Fabienne Suter              | Szwajcaria        | 1:26,89 | +1,37  |
| 8.      | 14 | Julia Mancuso               | Stany Zjednoczone | 1:27,04 | +1,52  |
| 9.      | 15 | Viktoria Rebensburg         | Niemcy            | 1:27,08 | +1,56  |
| 10.     | 10 | Nadia Fanchini              | Włochy            | 1:27,20 | +1,68  |
| 11.     | 13 | Regina Sterz                | Austria           | 1:27,52 | + 2,00 |
| 11.     | 12 | Verena Stuffer              | Włochy            | 1:27,52 | + 2,00 |
| 13.     | 23 | Ilka Štuhec                 | Słowenia          | 1:27,69 | +2,17  |
| 14.     | 24 | Lotte Smiseth Sejersted     | Norwegia          | 1:27,80 | +2,28  |
| 15.     | 35 | Edit Miklós                 | Węgry             | 1:27,87 | +2,35  |
| 16.     | 28 | Maruša Ferk                 | Słowenia          | 1:28,19 | +2,67  |
| 17.     | 33 | Klára Křížová               | Czechy            | 1:28,30 | +2,78  |
| 18.     | 2  | Leanne Smith                | Stany Zjednoczone | 1:28,38 | +2,86  |
| 19.     | 27 | Ragnhild Mowinckel          | Norwegia          | 1:28,53 | + 3,01 |
| 20.     | 31 | Marie-Pier Préfontaine      | Kanada            | 1:28,67 | +3,15  |
| 21.     | 39 | Sara Hector                 | Szwecja           | 1:28,71 | + 3,19 |
| 22.     | 42 | Barbara Kantorova           | Słowacja          | 1:28,91 | +3,39  |
| 23.     | 34 | Chemmy Alcott               | Wielka Brytania   | 1:29,14 | +3,62  |
| 24.     | 32 | Jelena Jakowiszyna          | Rosja             | 1:29,38 | +3,86  |
| 25.     | 43 | Katerina Paulathová         | Czechy            | 1:30,17 | +4,65  |
| 26.     | 40 | Macarena Simari Birkner     | Argentyna         | 1:31,10 | +5,58  |
| 27.     | 50 | Bogdana Maciocka            | Ukraina           | 1:31,58 | +6,06  |
| 28.     | 47 | Anna Berecz                 | Węgry             | 1:33,07 | +7,55  |
| 29.     | 45 | Helga María Vilhjálmsdóttir | Islandia          | 1:33,42 | 7,90   |
| 30.     | 44 | Ania Monica Caill           | Rumunia           | 1:33,73 | +8,21  |
| 31.     | 49 | Agnese Aboltina             | Łotwa             | 1:36,10 | +10,58 |
|         | 17 | Tina Weirather              | Liechtenstein     | DNS     | DNS    |
|         | 1  | Carolina Ruiz Castillo      | Hiszpania         | DNF     | DNF    |
|         | 3  | Daniela Merighetti          | Włochy            | DNF     | DNF    |
|         | 4  | Jessica Lindell-Vikarby     | Szwecja           | DNF     | DNF    |
|         | 5  | Marie-Michèle Gagnon        | Kanada            | DNF     | DNF    |
|         | 6  | Marie Marchand-Arvier       | Francja           | DNF     | DNF    |
|         | 7  | Laurenne Ross               | Stany Zjednoczone | DNF     | DNF    |
|         | 8  | Kajsa Kling                 | Szwecja           | DNF     | DNF    |
|         | 11 | Dominique Gisin             | Szwajcaria        | DNF     | DNF    |
|         | 21 | Elisabeth Görgl             | Austria           | DNF     | DNF    |
|         | 25 | Larisa Yurkiw               | Kanada            | DNF     | DNF    |
|         | 26 | Francesca Marsaglia         | Włochy            | DNF     | DNF    |
|         | 29 | Stacey Cook                 | Stany Zjednoczone | DNF     | DNF    |
|         | 36 | Marija Biedariowa           | Rosja             | DNF     | DNF    |
|         | 37 | Karolina Chrapek            | Polska            | DNF     | DNF    |
|         | 38 | Greta Small                 | Australia         | DNF     | DNF    |
|         | 41 | Maryna Gąsienica-Daniel     | Polska            | DNF     | DNF    |
|         | 46 | Maryja Szkanawa             | Białoruś          | DNF     | DNF    |
|         | 48 | Kristina Saalová            | Słowacja          | DNF     | DNF    |